# 玛利亚希尔夫教堂
玛利亚希尔夫教堂是一座罗马天主教的本堂区圣堂，巴洛克风格，位于奥地利维也纳的玛利亚希尔夫区。 
玛利亚希尔夫教堂的建筑师包括Sebastiano Carlone和Franz Jänggl（1711–1715)。
该堂内有6个附属小堂，装饰有运用视觉陷阱的壁画（1759–1760年）。

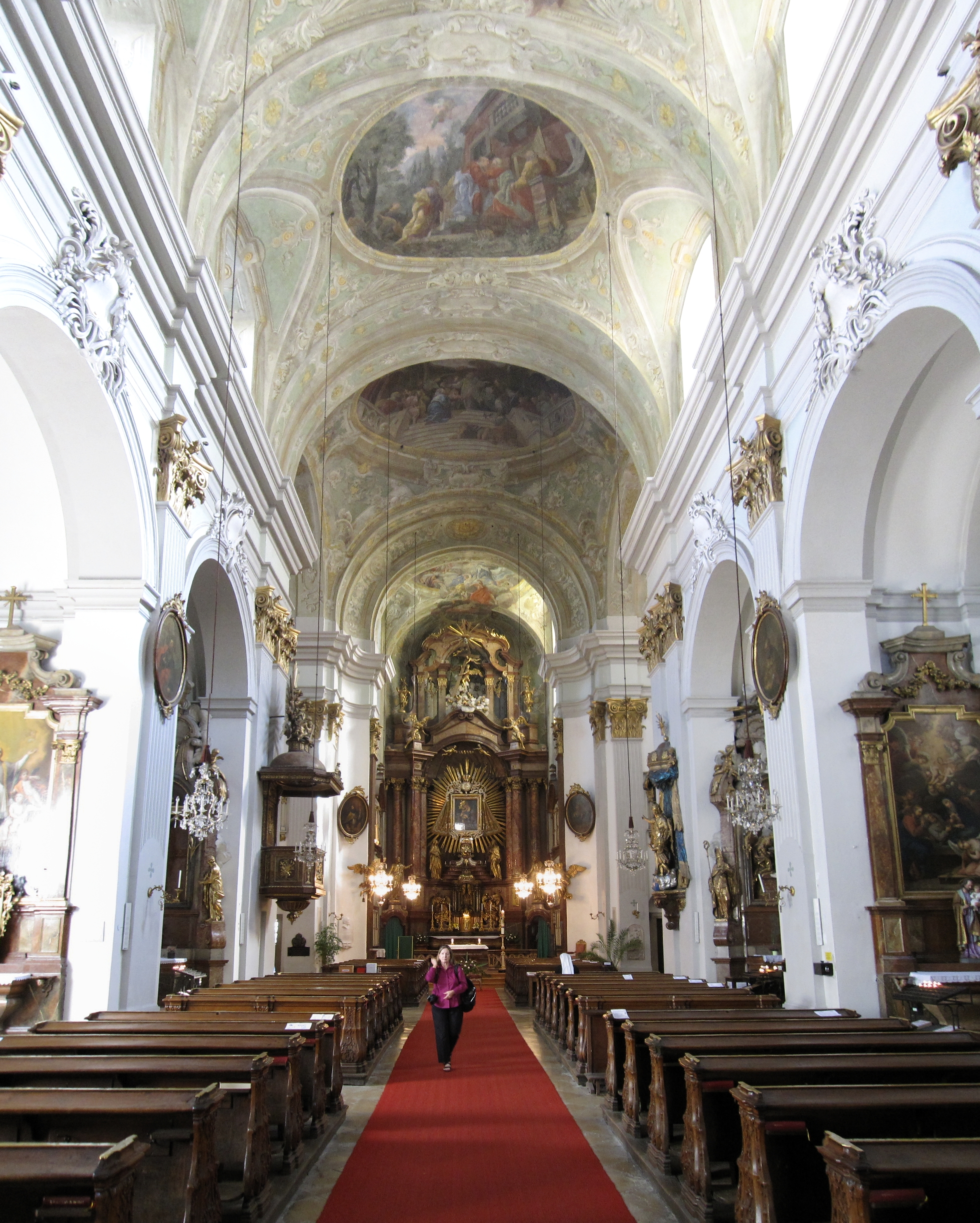
内部
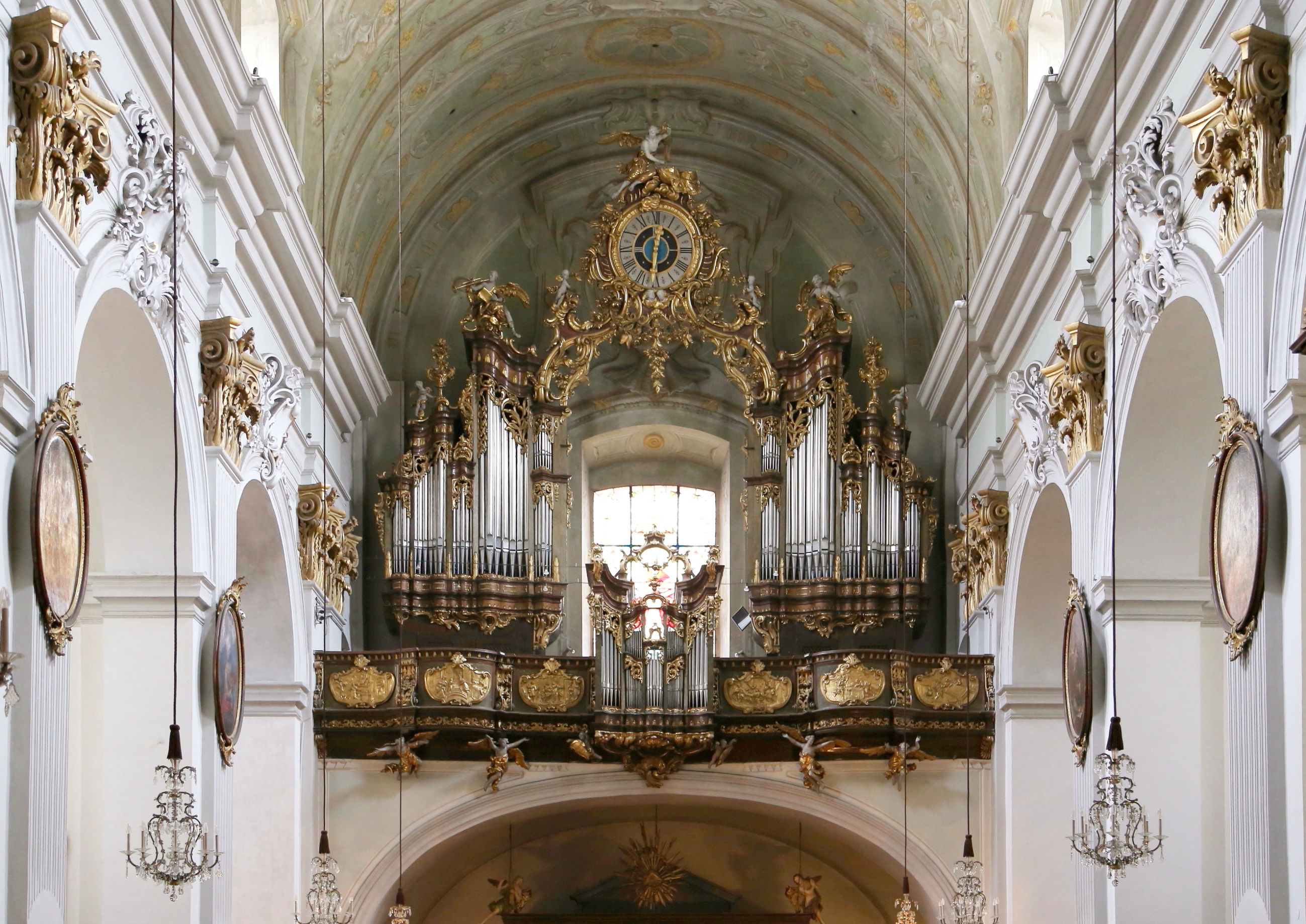
管风琴
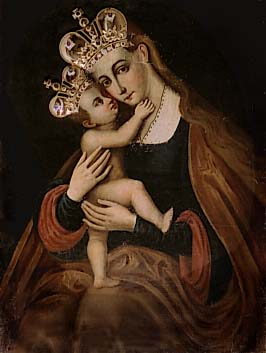
圣母像
平面